# Old Horse Springs, Novi Meksiko
Old Horse Springs je neuključeno područje u okrugu Catronu u američkoj saveznoj državi Novom Meksiku. 
Identifikacijski broj Informacijskog sustava zemljopisnih imena (GNIS-a) tog ureda je 909340.

## Povijest
Prije se zvao Horse Springs. Ime Old Horse Springs dobilo je 1975. godine. 
Bilo je mjestom gdje je izvorno djelovao poštanski ured Horse Springs od 1879. do 1882. godine. Ime ovom kraju dali su vojnici koji su putem od Soccora do Fort Tularose izgubili konja, a ovdje su ga našli na povratku.
Čini se da su ga našli na mjestu prirodnih termalnih izvora otprilike pola milje od naselja. Staro naselje Horse Springs danas nosi ime Old Horse Springs i dvije se milje nalazi zapadno od New Horse Springsa.

## Zemljopis
Nalazi se na 33°55′28″N 108°13′40″W / 33.92444°N 108.22778°W, 4 km zapadno od New Horse Springsa, 11,3 km jugozapadno od Konjske planine (Horse Mountain) i 56 km sjeveroistočno od okružnog sjedišta Reservea.
20 milja sjeveroistočno je od Aragon i 20 milja istočno od Datila. Istčno od Horse Springsa je Američka kontinentska razvodnica i ravnica sv. Augustina (Plains of San Agustin, Llanuras de San Agustín).